# Saitidops
Saitidops là một chi nhện trong họ Salticidae.